# Hogeschool Diedenoort
Hogeschool Diedenoort was een Nederlandse hogeschool in Wageningen.
Op 8 juni 1971 ging de door S. Bartlema opgerichte Akademie Diedenoort van start. De studie Toegepaste Huishoudwetenschappen (THW) was de enige richting en er werden verspreid in Wageningen panden van de Landbouwuniversiteit gebruikt. In 1984 werd een centraal pand aan de Churchillweg in gebruik genomen en via Facilitaire Dienstverlening werd de studierichting Facility Management (FM). Toen zowel de Hogeschool van Utrecht (HU) in Amersfoort als de Hogeschool van Arnhem en Nijmegen (HAN) een FM-opleiding begonnen, kreeg Diedenoort het steeds moeilijker en zocht samenwerking met beide instellingen. In 2001 werd besloten Diedenoort op te splitsten en het overgrote deel ging in 2003 naar Nijmegen waar het vanaf 2004 onder de vlag van de HAN verder ging als Academie Diedenoort Facility Management. De StudentenRaad Academie Diedenoort (STURAD), opgericht op 1 oktober 1975, verhuisde mee naar Nijmegen en ging verder als studievereniging en vanaf 2009 als algemene studentenvereniging voor de HAN. In 2017 werd de voormalige campus van Diedenoort aan de Churchillweg in Wageningen gesloopt.